# Маневицький краєзнавчий музей

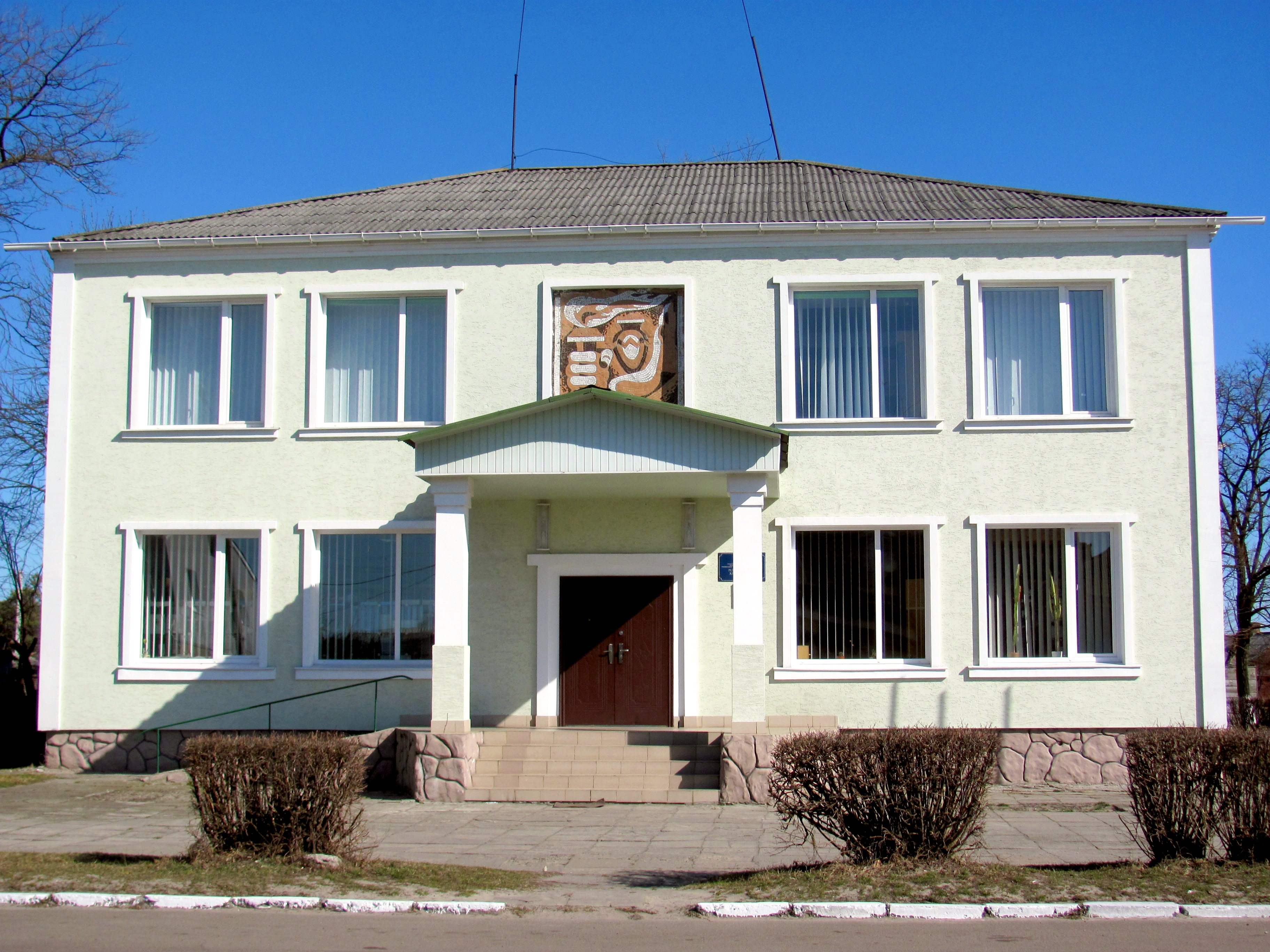
Маневицький краєзнавчий музей

Маневицький краєзнавчий музей — музей, розташований у смт. Маневичі, відкритий  5 листопада 1967 року. Активно  працювала  Громадська  Рада  музею.  В  жовтні 1968  року  музею  присвоєно  звання  «народний».  З 1979  по  1992  року — відділ  Волинського краєзнавчого музею. Починаючи з 1992 року  працює  як  самостійний державний  районний  краєзнавчий  музей. Одним  з найважливіших  напрямків роботи  науковців  Маневицького  краєзнавчого  музею  є  комплектування  фондів, основи для  вдосконалення  експозиції, масова  науково-освітня та просвітницька діяльність. У краєзнавчому музеї в Маневичах на Волині зібрано цінні предмети з історії та культури Маневицького краю. Це головний музейний заклад Маневицького району.

## Експонати краєзнавчого музею
Фонд музею нараховує понад 8000 пам'яток. Вони відображають історію та культуру краю. Це речові та документальні джерела, зразки мистецтва, вироби народних умільців. Експозиція охоплює період від давніх часів до сьогодення. Важливе місце приділено матеріалам з етнографії, що дає можливість побачити побут мешканців цього краю. Це знаряддя праці землеробства і тваринництва, вироби народних ремесел, одяг, посуд. Зараз тут ведеться діяльність для створення нової експозиції, доповнюється нова експозиція просто неба, облаштовується традиційне поліське подвір'я.

## Історія музею
Маневицький музей був відкритий у 1967 році. У 1968 році йому було надано звання «народний». У 1979—1992  роки музей діяв як відділ Волинського краєзнавчого музею. У 1992 році він почав діяти як окремий самостійний музейний заклад. Працівники музею проводять фотографування культурної спадщини території Полісся, які були охоплені наслідками від аварії Чорнобильської АЕС. Також вони вивчають   поховання місцевих жителів, які загинули під час народних повстань в 14–16 століттях. Тут регулярно проводять конференції з краєзнавства.

## Човен-довбанка
Човен-довбанка — один із найбільших скарбів у Маневицькому музеї. В Україні такі човни називають довбанками тому, що, вони видовбані з цілого стовбура дерева.
Човен було виявлено на прибережній смузі річки Стир, між селами Старосілля та Копилля Маневицького району, на глибині приблизно 4 метри. При візуальному обстеженні було зафіксовано виїмку ґрунту за допомогою землерийної техніки, котлован довжиною 15 м і шириною 5 м, На дні котловану знаходився човен-довбанка довжиною до 12 метрів, шириною 75 см, висотою 95 см, товщина борту 7-8 сантиметрів, глибина самого човна до метра.
Наразі ця суцільна деревина налічує щонайменше сімсот літ. Щодо приблизного віку знахідки, то після початкового проведення радіовуглецевого аналізу в Київській Радіовуглецевій лабораторії Інституту геохімії навколишнього середовища, було встановлено приблизний вік — 11 — 14 століття, на даний час в цьому ж інституті проводяться більш детальні аналізи. Спілкуючись з науковцями інституту, та з особистих міркувань, хотілося б провести більш детальні професійні обстеження в подібних лабораторіях інших країн, тому що цей човен є унікальним не тільки для України, а й європейської спільноти.
На дні човна під шаром глини, піску і намулу виявилося декілька залізних предметів — на одному клеймо, поки що не вивчене, один з археологів сказав що схоже на герб князів Острозьких.
На Волині вже траплялися подібні знахідки, бо човни-довбанки були одним із видів транспорту для наших предків. У Волинському краєзнавчому музеї є дві довбанки, на 5 і 7 метрів, але вони відносяться до 17 і 18 століть.